# Hasseltse kapel

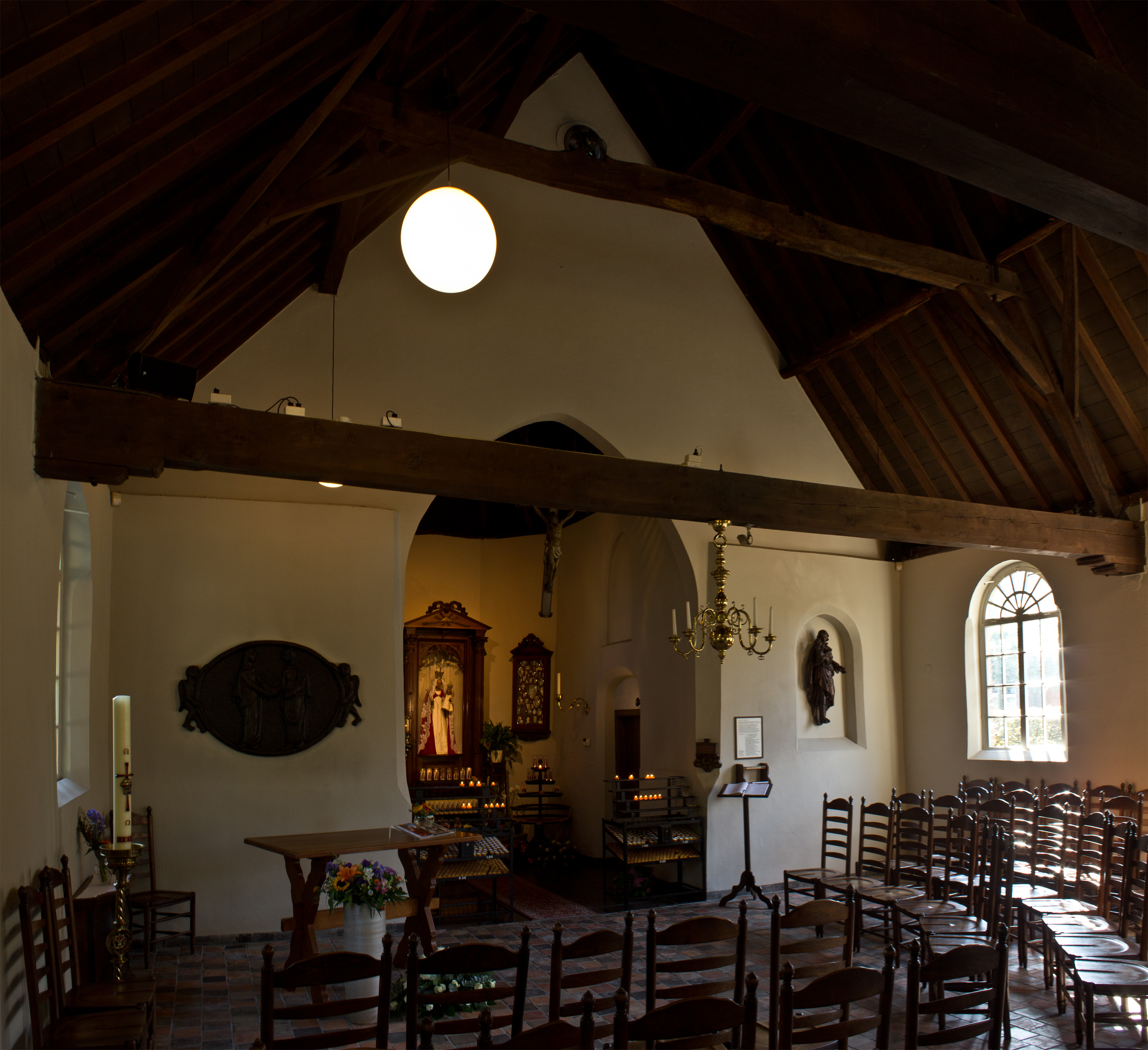
Interieur van de kapel

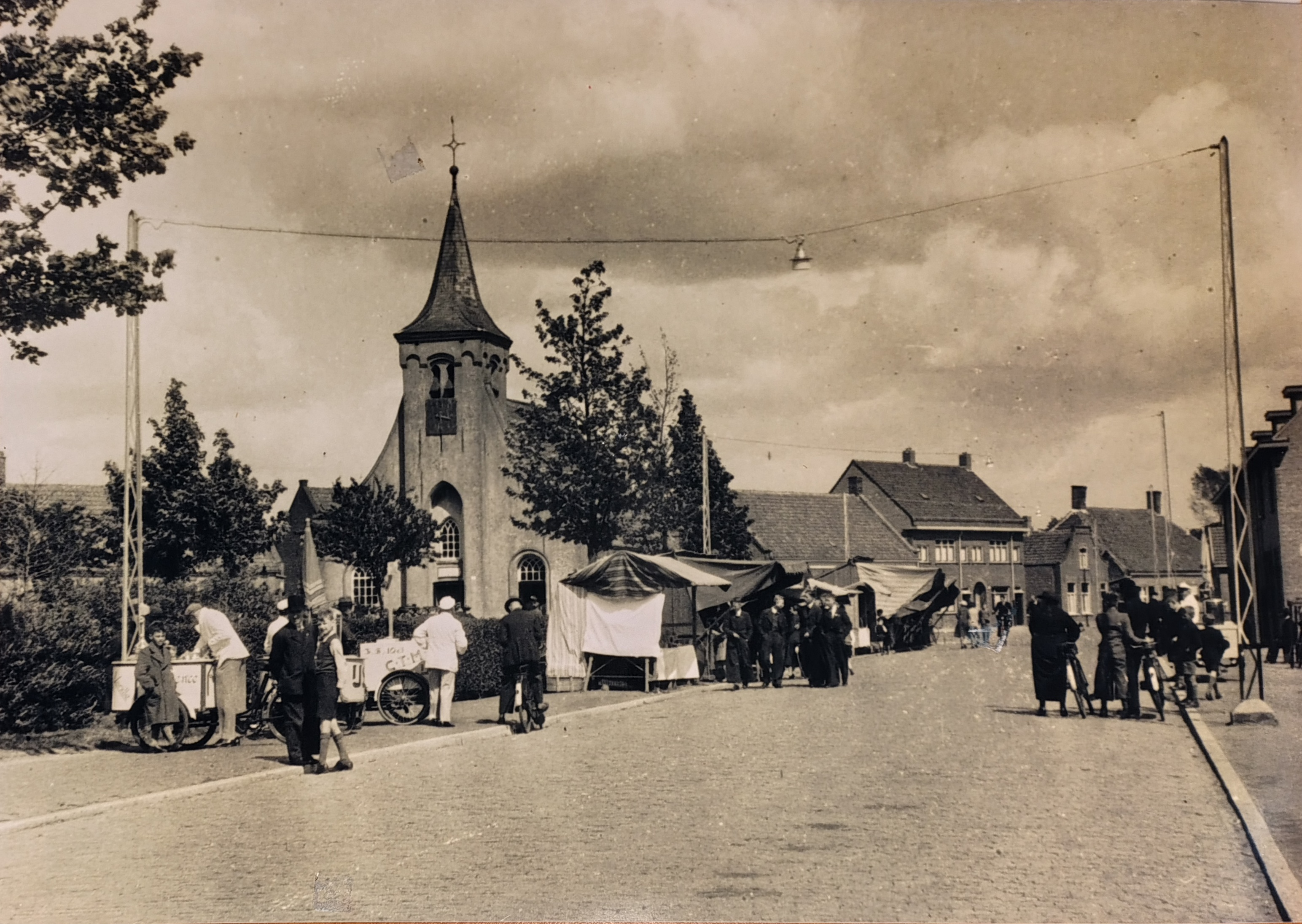
Snoepkramen in de meimaand, circa 1940

De Hasseltse kapel of Kapel Onze Lieve Vrouw Visitatie is een kapel in de Tilburgse wijk en voormalige herdgang Hasselt, die dateert van iets vóór 1536. De kapel is daarmee het oudste religieuze monument van Tilburg.
De kapel lag aan de uiterste noordrand van de stad, sinds 1960 ligt ze te midden van nieuwbouwwijken. Ze bevindt zich aan Hasseltplein 7 en staat aan een driehoekig parkje, waarin zich sinds 1998 een bronzen Mariabeeld bevindt, vervaardigd door Charles Vergouwen.

## Geschiedenis
Het oudste document waarin de kapel wordt vernoemd stamt uit 24 april 1540. Hierin laat een zekere Laurens Peter Verschueren een bedrag van tien stuivers na aan Onser Liever Vrouwen in der capellen aan die Hasselt. De kapel bevat een klokje waarin de tekst gegoten staat: Maria is mijnen naem, Jasper Moer maeckten mij int jaer ons heeren MCCCCCXXXVI. Dit betekent dat de kapel er in ieder geval in 1536 al stond. In 1560 was sprake van meesteren van de Capelle aan de Hasselt. Deze kapelmeesters waren ondergeschikt aan de parochie van Tilburg, maar de kapel was en bleef eigendom van de buurt, ook toen ze onttrokken werd aan de eredienst kort na de val van 's-Hertogenbosch in 1629. In 1743 werd zelfs een woning in de kapel gebouwd, maar toch bleef de kapel, en met name het klokje, een openbare functie vervullen. De reden voor het gebruik als woning was, dat het nu was toegestaan onderhoudswerkzaamheden uit te voeren, daar de kapel een profane functie had. In 1794 werd de woning verlaten.
In 1796 mocht de kapel weer voor de eredienst gebruikt worden en toen in 1832 het kadaster werd ingevoerd ging men ervan uit dat de kapel eigendom van de Sint-Dionysiusparochie van 't Goirke was. Ook nu nog zijn er twee kapelmeesters die verantwoording aan de parochie verschuldigd zijn. Vanaf 1898 werd het beheer overgenomen door de nieuw gestichte parochie Onze Lieve Vrouw van de Rozenkrans in de wijk Hasselt.
Onder aansporing van professor Van den Eerenbeemt werd de kapel in 1972 gerestaureerd. Toen werd ook de Stichting tot Beheer van de Hasseltse Kapel in het leven geroepen, waarin de parochie en de gemeente beide zitting hebben. Sindsdien wordt de kapel voor zowel religieuze als culturele activiteiten gebruikt.
De kapel heeft een Verschueren-orgel uit 1986.

## Mariaverering
In 1796 werd ook het huidige Mariabeeld geplaatst, wat een gepolychromeerd houten buste is met barokke stijlkenmerken. Dit beeld dateert uit de 18e eeuw. Het is fraai aangekleed en voorzien van sieraden die in de 19e eeuw door bedevaartgangers zijn geschonken. Ook heeft het beeld een aanzienlijke garderobe zodat het van gewaad kan verwisselen. Hoewel er enkele ontstaansgeschiedenissen in omloop zijn die teruggaan tot de 16e eeuw, gaat men er tegenwoordig van uit dat de Mariadevotie in deze kapel pas in de 19e eeuw is ontstaan en tot bedevaarten heeft geleid.